# Az átkozott út
Az átkozott út (Roadwork) Stephen King amerikai író 1981-ben, eredetileg Richard Bachman néven megjelent regénye. Magyarul először az Európa Könyvkiadónál jelent meg a mű, Dudik Annamária Éva fordításában, 2016-ban.

## Cselekmény
A regény a negyvenéves Barton Dawes története, aki a Kék Szalag Ruhatisztítónál dolgozik. A névnélküli város tanácsa, ahol Dawes lakik, úgy határoz, hogy kiépíti az egyik városi utat, amely így Dawes munkahelyén és házán vezet majd keresztül, vagyis: mindkettőt le kell bontani.
Természetesen Dawesnak és feleségének felajánlanak egy nem is kis összeget, hogy vegyenek egy új házat, és új munkalehetőséget is kínálnak neki egy másik ruhatisztító vállalatnál. Bart Dawes azonban nem hajlandó feladni egész eddigi életét: azt a városrészt, ahol évek óta lakik, azt a házat, ahol szeretett kisfia lakott, mielőtt meghalt volna.
Dawes úgy dönt, hogy feladja mosodai állását és nem is keres tovább új házat felesége és a maga számára. Másfajta tervei vannak… Felesége, Mary, azonban megtudja, hogy Bart otthagyta munkahelyét és nem képes megérteni lépését. Úgy határoz, hogy egy időre szüleihez költözik, míg Bart nem talál számukra új otthont. De, mint mondtam, Bart Dawesnak másmilyen tervei vannak; meg akarja állítani az útépítést.
A mű elsősorban egy megtört ember gondolatait és érzéseit taglalja. A történet jelen esetben csak másodlagosnak tűnik – eszköz és nem cél.

## Érdekességek
King saját bevallása szerint azért írta a művet, hogy megpróbálja feldolgozni édesanyja halálát, amely nem sokkal a mű megírása előtt következett be. Elmondása szerint a Roadwork című regénnyel kísérelt meg választ találni az emberi szenvedés és fájdalom kérdésére.

## Magyarul
- Richard Bachman: Az átkozott út; ford. Dudik Annamária Éva; Európa, Bp., 2016